# さいだん座ミュー星b
さいだん座μ星b（さいだんざミューせいb、Mu Arae b）またはHD 160691 bは、さいだん座μ星の周囲を公転する太陽系外惑星である。国際天文学連合 (IAU)が定めている公式名はQuijoteである。
少なくとも木星質量の1.5倍であり、公転周期は643.25日である。2002年12月12日に発見が公表され、当初は高い軌道離心率を持つと考えられていた。最近のモデルでは、さいだん座μ星には4つの惑星が存在し、さいだん座μ星bの軌道離心率の小さい惑星となっている。惑星自体は表面が岩石ではなくガスの木星型惑星と考えられ、軌道半径は1.497天文単位と液体の水を持ちうるハビタブルゾーンの範囲に入っている。つまり、もしこの惑星が衛星を持つとするとそこでは生命を維持できる可能性がある。しかし、生物の自然発生にとっては、主星からの紫外線が強すぎる可能性もある。さらに、地球程度の大きさの衛星が木星型惑星の周囲に形成されるのかもはっきりとは分かっていない。

## 名称
2014年7月、国際天文学連合 (IAU)は存在が確定している太陽系外惑星とその恒星に正式名称を与えることを企画した。その過程には一般の人々からのノミネートや投票などもあった。最終的に、2015年12月にIAUはこの惑星の名称がQuijoteに決定されたことを発表した。この名称はスペインのPamplona天文台によって投稿された名前である。Quijoteの由来は小説ドン・キホーテに登場するドン・キホーテ・デ・ラ・マンチャに由来する。また、キホーテは普通英語ではQuixoteで綴られることが多いが、原語の通りQuijiteとなっている。